# Hjalmar Tenggren
Hjalmar August Tenggren, född 23 mars 1865 i Norra Unnaryd, Jönköpings län, död 1944 i Danvers, var en svensk-amerikansk litograf.
Han var son till bruksförvaltaren Johan August Tenggren och Ellen Dufva. Tenggren utvandrade 1880 till Amerika där han utbildade sig till konstnärligt och var efter sina studier verksam som litograf.